# Stan Mikita
Stanislav Mikita (Sokolce, 20 maggio 1940 – Chicago, 7 agosto 2018) è stato un hockeista su ghiaccio canadese, di origine slovacca, considerato uno dei migliori centri degli anni ‘60.
Nel 1961 ha vinto la Stanley Cup con i Chicago Blackhawks, squadre nella quale ha militato per tutta la sua carriera da professionista.

## Biografia
Mikita nacque a Sokolce, in Slovacchia, con il nome di Stanislav Gouth, ma adottato dagli zii, si trasferì a St. Catharines, Ontario, Canada, e prese il loro cognome, Mikita.

## Carriera
Dopo tre stagioni da protagonista con i St. Catharines Teepees nella Ontario Hockey Association, Mikita venne trasferito ai Chicago Blackhawks nel 1959. Nel suo secondo anno a Chicago la squadra riuscì a vincere la loro terza Stanley Cup. Il giovane centro riuscì a terminare la stagione come capocannoniere dei playoff.
La stagione seguente fu quella che lo lanciò definitivamente. Stan Mikita divenne una star come centro nella famosa "Scooter Line", (con l'ala destra Ken Wharram e l'ala sinistra Ab McDonald e Doug Mohns). Divenne il più temuto centro degli anni 60. Con il suo compagno di squadra, e superstar, Bobby Hull, i Blackhawks furono la squadra con l'attacco migliore degli anni 60. Combinando abilità di scorer, abilità difensive ed essendo uno dei migliori giocatori all'ingaggio (grazie all'uso innovativo della paletta ricurva), Mikita guido la classifica marcatori per ben quattro volte.
In quegli anni Mikita fu il giocatore più penalizzato della lega, ma decise di giocare in maniera più corretta e riuscì a vincere il Lady Byng Memorial Trophy come giocatore dalla condotta più sportiva. Il drastico cambio di Mikita avvenne al suo ritorno da una trasferta. Sua moglie gli disse che sua figlia, Meg, guardando la sua partita in trasferta, si girò e gli disse, “Mamma, perché papà passa così tanto tempo seduto?” mentre la telecamera inquadrava Mikita sulla panchina dei penalizzati.
Si pensa che Mikita sia stato il primo giocatore di hockey ad usare la paletta ricurva e fu uno dei primi a usare lo slapshot. Mikita pose fine alla sua carriera nella stagione 1979-1980. Quando si ritiro era il terzo giocatore più prolifico della storia NHL, dopo Gordie Howe e Phil Esposito. Mikita entro nell'Hockey Hall of Fame nel 1983, e nella Hockey Hall of Fame Slovacca nel 2002.

## Palmarès

### Club
- Stanley Cup: 1

Chicago: 1960-1961

### Nazionale
- Summit Series: 1

1972

### Individuale
- Hockey Hall of Fame: 1

1983
- Art Ross Trophy: 4

1964, 1965, 1967, 1968
- Hart Memorial Trophy: 2

1967, 1968
- Hart Memorial Trophy: 2

1967, 1968
- Lester Patrick Trophy: 1

1976
- NHL First All-Star Team: 6

1962, 1963, 1964, 1966, 1967, 1968
- NHL Second All-Star Team: 2

1965, 1970
- NHL All-Star Game: 9

1964, 1967, 1968, 1969, 1971, 1972, 1973, 1974, 1975